# SN 2000cn
SN 2000cn – supernowa typu Ia odkryta 12 czerwca 2000 roku w galaktyce UGC 11064. Jej maksymalna jasność wynosiła 16,82m.